# 뤼틀리 서약

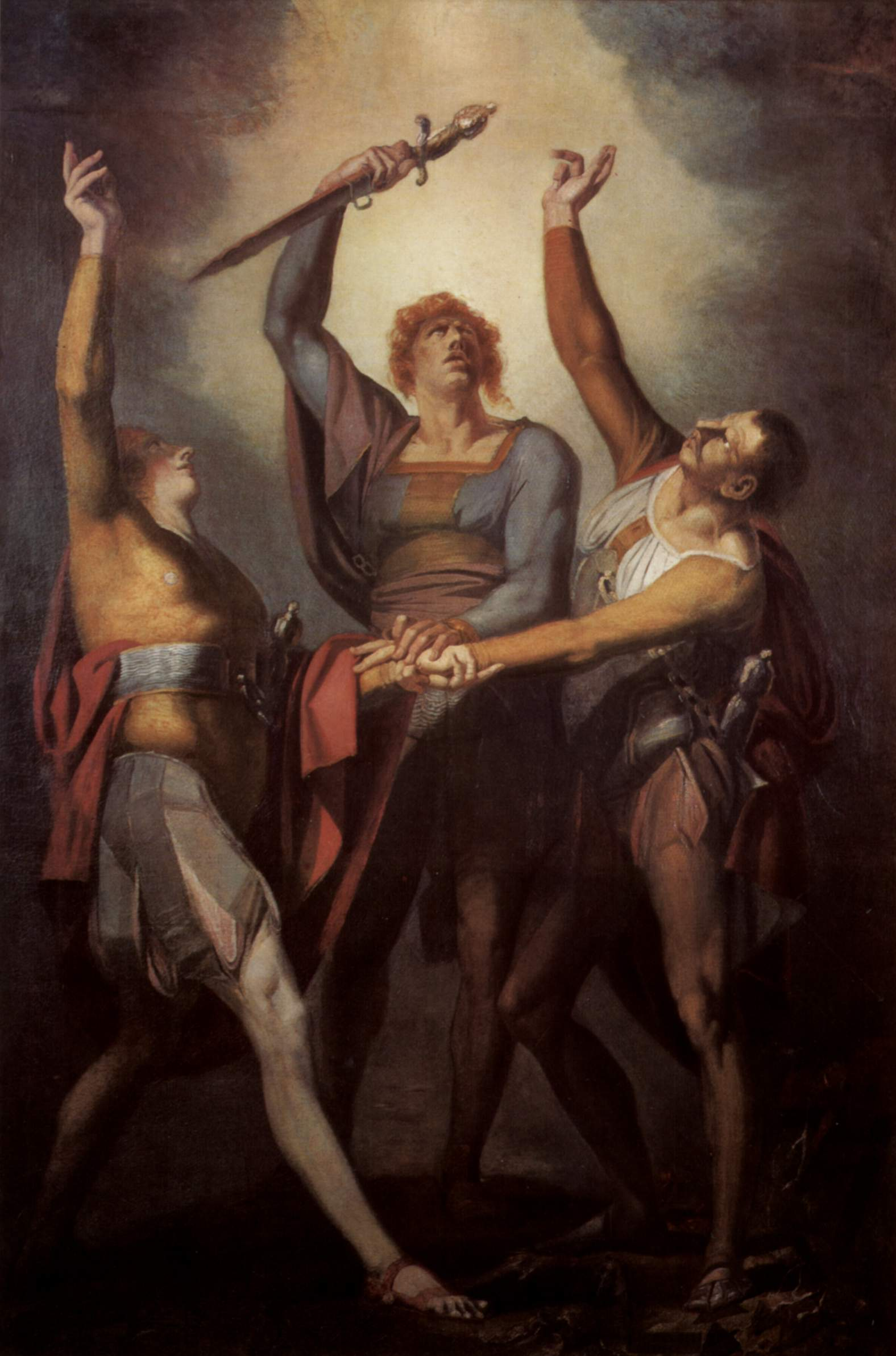
헨리 퓨젤리의 《뤼틀리의 맹세》

뤼틀리 서약(독일어: Rütlischwur)은 1307년 우리, 슈비츠, 운터발덴의 대표들이 구스위스 연방을 창설할 때 뤼틀리에서 체결했다고 전해지는 전설적인 서약이다. 15세기 스위스 역사서에 기록된 이 맹세는 프리드리히 실러의 희곡 《빌헬름 텔》(1804)에 묘사된 걸로 잘 알려져 있다.